# Fouquerolles
Fouquerolles település Franciaországban, Oise megyében. Lakosainak száma 297 fő (2022. január 1.). Fouquerolles Essuiles, Le Fay-Saint-Quentin, Haudivillers, Laversines, Nivillers és Velennes községekkel határos.

## Népesség
A település népességének változása:
| Lakosok száma | 285  | 285  | 287  | 281  | 282  | 281  | 280  | 288  | 297  |
|               | 2013 | 2015 | 2016 | 2017 | 2018 | 2019 | 2020 | 2021 | 2022 |